# Jaro (Leyte)
Pour les articles homonymes, voir Jaro.
Jaro est une municipalité des Philippines située dans le nord de la province de Leyte.

## Barangays
La municipalité de Jaro est divisée en 46 barangays :
- Alahag
- Anibongon
- Atipolo
- Badiang
- Batug
- Bias-Zabala
- Buenavista
- Bukid
- Burabod
- Buri
- Burinos (Malobago Sitio)
- Canapu-an
- Canhandugan (anciennement San Javier)
- Crossing Rubas
- Daro
- District I (Poblacion)
- District II (Poblacion)
- District III (Poblacion)
- District IV (Poblacion)
- Hiagsam
- Hibucawan
- Hibunawon
- Kaglawaan
- Kalinawan
- La Paz
- Likod
- Macanip
- Macopa
- Mag-aso
- Malobago
- Olotan
- Palanog (anciennement Mooc)
- Pange
- Parasan
- Pitogo
- Sagkahan
- San Agustin
- San Pedro
- San Roque
- Santo Niño
- Sari-sari
- Sta. Cruz
- Tinambacan
- Tuba
- Uguiao
- Villa Conzoilo
- Villa Paz